# 大日本一誠会
大日本一誠会（だいにっぽんいっせいかい）は東京都新宿区に本部を置く日本の右翼団体。

## 概要
1969年（昭和44年）6月、愚連隊の首領・万年東一が設立した。全日本愛国者団体会議（全愛会議）に加盟している。

## 歴代会長
- 初代 - 万年東一
- 二代目 - 大塚稔（元安藤組幹部、元ボクシング東日本新人王、元全愛会議議長）
- 三代目 - 渡邊謙二（万年東一の義甥）
- 四代目 - 仲程通也

## 幹部
- 会長 - 仲程通也
- 会長代行 - 松浦征四郎
- 理事長 - 佃 裕一
- 幹事長 - 花峰隆志
- 本部長 - 桧垣紳
- 統括局長 - 永吉盛正
- 事務局長 - 下地健一郎
- 組織局長 - 持田剣之介